# عمر ورافي
عمر ورافي فريق غنائي لبناني عراقي

## إنطلاقة الفريق
تكون الفريق من شابين عمر من لبنان ورافي من العراقأطلقا أول ألبوم لهما في العام 2001 بعنوان «وأنا ف بيروت» وضم ستة أغاني من بينها أغنية حايرة التي لاقت و «على الله»كان الألبوم الثاني قد خرج إلى النور في العام 2002 بعنوان غرامي والتي قام بتوزيعها الموزع الموسيقي  هادي شرارة قدما أيضا أغنية ثلاثية ويلي واه  شاركتها في أدائها المغنية أمل حجازي

### إنفصال الفريق
انفصل الفريق عام 2004وإتجه كل منهما للعمل منفردا حيث أصدر عمر عدة أغاني  حيث قام بالانضمام إلى شركة روتانا العام  2005 أطلق ألبوما بعنوان  صيف وناسوضم أغنية طمنلوا قلبو

## ألبومات
| الألبوم     | العام | المنتج       | الأغاني                                                                          |
| ----------- | ----- | ------------ | -------------------------------------------------------------------------------- |
| غرامي       | 2002  | ميوزيك ماستر | غرامي، عيونك ساهرا، يابنيه، لا تغيب، محلاها الليله، من غير عنوان، ويلي واه، عينك |
| وأنا فبيروت | 2001  | ميوزيك ماستر | وانا في بيروت، انا بحبك، يا مشغل البال، انسي كل شي، على الله، حايره              |